# Flora Sandes
Flora Sandes (22 janvier 1876 – 22 novembre 1956) est une femme britannique ayant servi comme officier de l'Armée Royale serbe durant la Première Guerre mondiale. Elle est la seule femme Britannique à servir en tant que soldat pendant cette guerre. D'abord volontaire pour Ambulance Saint-Jean, elle se rend dans le royaume de Serbie, où elle est accueillie et officiellement inscrite dans l'armée serbe. Elle est ensuite promue au grade de sergent-major, et, après la guerre, celui de capitaine. Elle reçoit au total sept médailles pour son engagement militaire.

## Biographie

### Premières années
Flora Sandes est née le 22 janvier 1876 à Nether Poppleton, dans le Yorkshire, fille cadette d'une famille Irlandaise. Son père est Samuel Dickson Sandes (1822-1914), ancien recteur de Whitchurch dans le Comté de Cork, et sa mère s'appelle Sophie Julia (née Besnard),. Quand elle a neuf ans, la famille déménage à Marlesford dans le Suffolk ; et, plus tard, à Thornton Heath, près de Croydon dans le Surrey,,. Enfant, elle est éduquée par une gouvernante. Elle aime l'équitation et le tir et déclare avoir préféré être un garçon. Elle apprend à conduire, et conduit une vieille voiture de course française. À l'âge adulte, elle prend un emploi de secrétaire. Durant son temps libre, Sandes se forme aux premiers secours, à l'équitation et à la signalisation à la First Aid Nursing Yeomanry (FANY), une organisation paramilitaire féminine fondée en 1907. Elle a quitté le FANY en 1910 pour rejoindre Mabel St Clair Stobart, dans la création de Women's Sick & Wounded Convoy. L'association est en service en Serbie et en Bulgarie en 1912, au cours de la première guerre des Balkans. Lors du déclenchement de la Première Guerre mondiale en 1914, elle se porte volontaire pour devenir infirmière, mais sa demande est rejetée en raison d'un manque de qualifications.

### Carrière militaire
Sandes rejoint néanmoins une unité d'Ambulance Saint-Jean réunie par l'infirmière Américaine Mabel Grouitch, et le 12 août 1914, quitte l'Angleterre pour la Serbie, avec un groupe de 36 femmes pour venir en aide à la population,,. Elles arrivent à Kragujevac qui est la base des forces serbes dans la lutte contre l'offensive austro-hongroise. Sandes rejoint la Croix-Rouge serbe et travaille dans une ambulance pour le 2e Régiment d'Infanterie de l'Armée serbe.
En 1915, Sandes lutte sans relâche pour être envoyée au front (malgré les efforts de gens tels le consul britannique qui ordonne son retour à l'arrière), pour finalement rejoindre l'ambulance du 2e Régiment à Babuna Pass. Au cours de la Grande Retraite à travers l'Albanie, tous les autres ambulanciers fuient ou sont tués. Sandes n'est plus utile en tant qu'infirmière et est inscrite en tant que soldat par le Général Miloš Vasić. Elle atteint rapidement le grade de caporal. Elle racontera plus tard que pour officialiser le changement, elle enleva son insigne de la Croix-Rouge et le remplaça par l'insigne en laiton du régiment provenant des épaulettes du colonel Milich. En 1916, durant l'avancée serbe sur Bitola, Sandes est grièvement blessée par une grenade à main lors d'un combat au corps-à-corps. Par la suite, elle reçoit la plus haute décoration militaire serbe, l'Ordre de l'Étoile de Karageorge. Dans le même temps, elle est promue au grade de sergent-major.
Également en 1916, Sandes publie son autobiographie, An English Woman-Sergeant in the Serbian Army, sur la base de ses lettres et journaux intimes. Elle utilise l'argent pour aider l'armée serbe. Avec Evelina Haverfield, elle a fondé le Hon. Evelina Haverfield's and Sergt-Major Flora Sandes' Fund pour la Promotion du Confort pour les Soldats serbes et les Prisonniers. Incapable de continuer le combat en raison de sa blessure, elle passe le reste de la guerre à s'occuper d'un hôpital. À la fin de la guerre, elle est nommée officier,faisant d'elle la première femme et la première étrangère officier de l'armée serbe. Elle est finalement démobilisée en octobre 1922,.

### Plus tard dans la vie
En mai 1927, Sandes épouse Yuri Yudenitch, un autre officier et ancien général de l'Armée blanche russe. Le couple vit un certain temps en France, mais retourne par la suite en Serbie (qui à cette date est devenu une partie du royaume de Yougoslavie), et s'installe à Belgrade. Parmi d'autres boulots, Sandes conduit le premier taxi de Belgrade. Aussi, en 1927, elle publie un deuxième autobiographie. Elle donne alors de nombreuses conférences sur son expérience de guerre au Royaume-Uni, en Australie, en Nouvelle-Zélande, en France, au Canada et aux États-Unis. Elle porte son uniforme militaire pendant ces conférences.
Lorsque l'Allemagne lance son attaque contre la Yougoslavie en avril 1941, Sandes et Yudenitch sont rappelés par l'armée, mais l'invasion est terminée avant même qu'ils ne puissent répondre. Ils sont brièvement internés par les Allemands, avant d'être libérés sur parole. Yudenitch tombe malade, est sorti de l'hôpital et meurt en septembre 1941.
Sandes retourne après guerre en Angleterre. Elle passe les dernières années de sa vie dans le Suffolk, vivant près de Wickham Market. Elle meurt à Bury St Edmunds à l'hôpital du Suffolk de l'Ouest le 24 novembre 1956,.

## Héritage
En 2009, une rue de Belgrade est nommée en son honneur.

## Dans la culture populaire

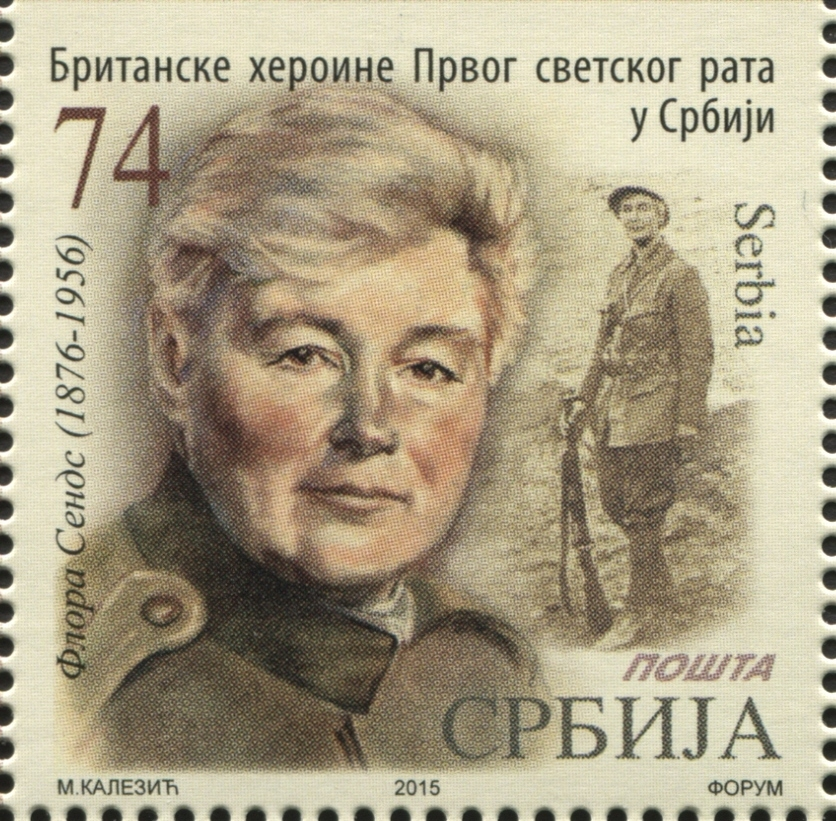
Timbre serbe avec le portrait de Sandes en 2015.

- Our Englishwoman, un téléfilm basé sur la biographie de Flora Sandes et dirigé par Slobodan Radovitch, est diffusé en 1997 par le service de radiodiffusion serbe RTS[20],[21].
- Il y avait autrefois un pub nommé The Flora Sandes en son honneur à Thornton Heath. Il a fermé en 2018[22].
- La dernière piste de l'album England Green and England Grey par Reg Meuross s'appelle The Ballad of Flora Sandes. C'est une interprétation de sa vie.

### Autobiographies
- (en) Flora Sandes, An English Woman-Sergeant in the Serbian Army, Londres, Hodder & Stoughton, 1916
- (en) Flora Sandes, The Autobiography of a Woman Soldier : A Brief Record of Adventure with the Serbian Army 1916–1919, Londres, H.F. & G. Witherby, 1927

### Autres sources
- Anon., « Obituary: Miss Flora Sandes: Combatant in Serbian Army », The Times, London,‎ 1er décembre 1956, p. 8 (lire en ligne) (subscription required)
- (en) Alan Burgess, The Lovely Sergeant, Londres, Heinemann, 1963
- (en) J. Lee, « A Nurse and a Soldier: Gender, Class and National Identity in the First World War Adventures of Grace McDougall and Flora Sandes », Women's History Review, vol. 15,‎ 2006, p. 83–103 (DOI 10.1080/09612020500440903)
- (en) Bryan MacMahon, « Captain Flora Sandes of the Serbian Army », Irish Sword, vol. 25,‎ 2005–2006, p. 419–436
- (en) Louise Miller, A Fine Brother : The Life of Captain Flora Sandes, Richmond, Surrey, Alma Books, 2012 (ISBN 978-1-84688-184-8)
- (en) Julie Wheelwright, « Flora Sandes: Military Maid », History Today, vol. 39,‎ 1989, p. 42–48
- (en) Julie Wheelwright, Amazons and Military Maids : women who dressed as men in the pursuit of life, liberty and happiness, Pandora, 1989, 205 p. (ISBN 0-04-440356-9, lire en ligne)
- Julie Wheelwright, « Yudenitch [Yudenich], Flora Sandes (1876–1956) », dans Oxford Dictionary of National Biography, online, 2004 (DOI 10.1093/ref:odnb/49662)